# Owen Davis
Pour les articles homonymes, voir Davis.
Owen Davis (né le 29 janvier 1874 à Portland, dans le Maine et mort le 14 octobre 1956 à New York) est un scénariste américain.

## Filmographie
- 1927 : Blind Alleys de Frank Tuttle
- 1928 : Chinatown Charlie de Charles Hines
- 1936 : Three Married Men
- 1934 : The Ninth Guest
- 1931 : My Sin de George Abbott
- 1931 : The Girl Habit d'Edward F. Cline
- 1931 : Le Fils de l'oncle Sam chez nos aïeux (A Connecticut Yankee), de David Butler
- 1929 : L'Iceberg vengeur (Frozen Justice) d'Allan Dwan
- 1929 : Ils voulaient voir Paris (They Had to See Paris) de Frank Borzage
- 1925 : How Baxter Butted In
- 1920 : The Simp
- 1950 : Julius Caesar de David Bradley